# Pterolophia capreola
Pterolophia capreola är en skalbaggsart som först beskrevs av Francis Polkinghorne Pascoe 1865.  Pterolophia capreola ingår i släktet Pterolophia och familjen långhorningar. Inga underarter finns listade i Catalogue of Life.